# キュッリッキ (シベリウス)
『キュッリッキ』（Kyllikki） 作品41は、ジャン・シベリウスが1904年に作曲したピアノ曲。「ピアノのための3つの抒情的な作品」という副題が付されている。題名は『カレワラ』から採られているものの、本作はこの民族叙事詩に基づく筋書きを持っていない。なお、キュッリッキは叙事詩の中でレンミンカイネンに攫われて妻となるが、約束を破って他の娘たちのもとへ出かけたため夫に捨て去られる。

## 楽曲構成
全3曲からなり、演奏時間は約12分。

### 第1曲
Largamente – Allegro 4/4拍子
ユニゾンの音型により開始し、間もなくトレモロの伴奏に乗って譜例1が奏される。
譜例1
両手のアルペッジョから次の部分へ移行し、精力的に展開される。やがて譜例1が回帰して最後はアルペッジョを繰り返したのち堂々と締めくくられる。

### 第2曲
Andantino 2/2拍子
陰鬱な民謡を思わせる旋律に開始する（譜例2）。
譜例2
突如高音のトレモロが挿入される。繰り返されたトレモロ呼び水となって中間部へ至り、大きな盛り上がりを築く。重音のトレモロを聴いた後シンコペーションの伴奏に乗って譜例2が戻り、最後に再びトレモロが挿入されて曲の終わりを迎える。

### 第3曲
Commodo 3/4拍子
前曲までとは打って変わって明るい曲調の楽曲である。冒頭、急速な音型が繰り返される（譜例3）。
譜例3
曲はそのまま勢いを保ってリズミカルな楽想が繰り広げられる。中間部はトランクイロに転じて主部と対照を成す。譜例3が回帰して勢いを取り戻し、軽快な楽想が音量を静めてそのまま全曲の幕が下ろされる。